# Pierre Alexis Delamair

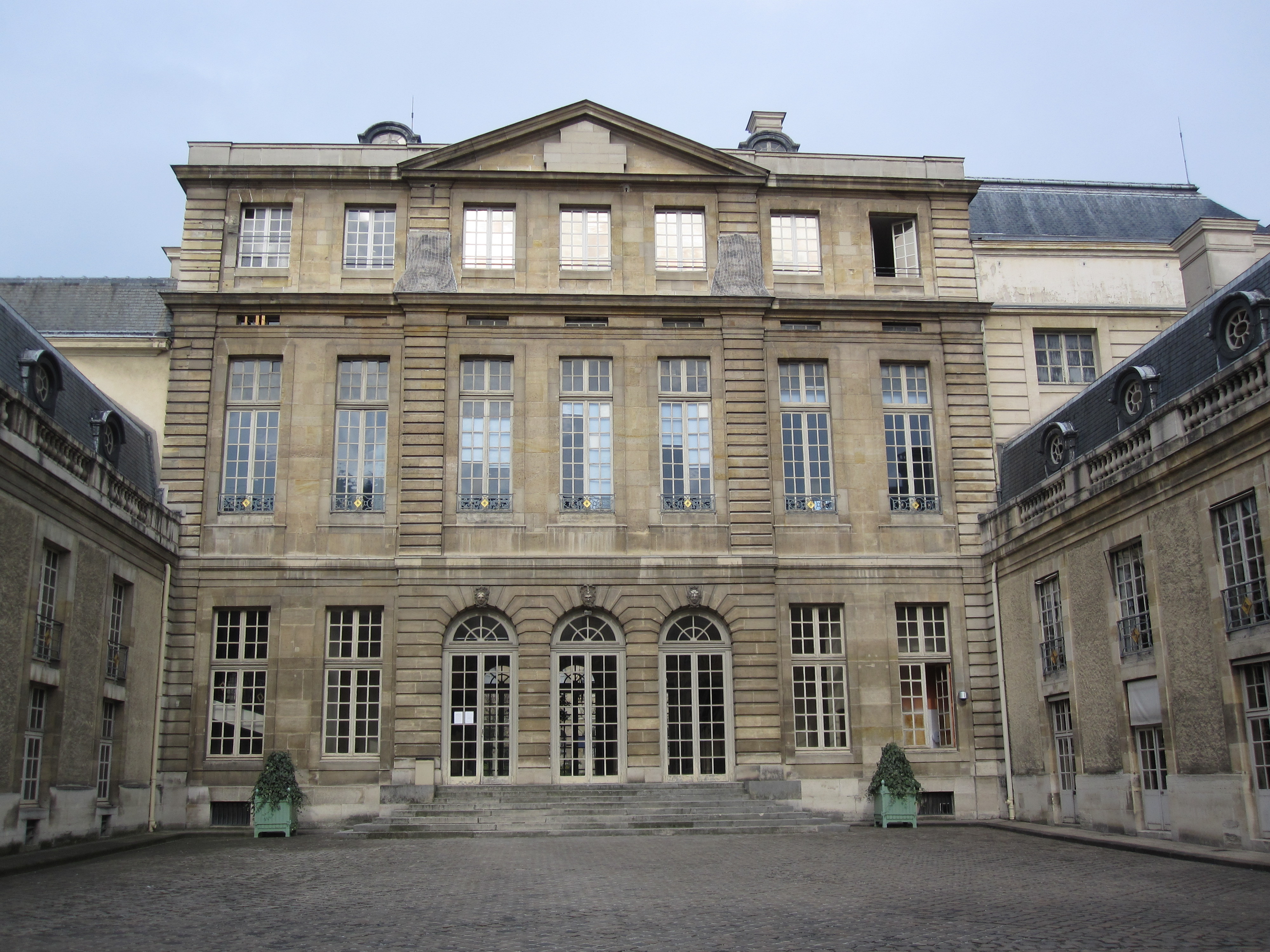
Hôtel de Rohan (Paris)

Pierre Alexis Delamair (auch de Lamair und Delamaire, * 1676 in Paris; † 25. Juli 1745 in Agde) war ein französischer Architekt des Barock.
Er war der Sohn von Antoine Delamair und wie dieser anfangs als königlicher Bauunternehmer – mit Robert de Cotte als Vorgesetztem – tätig. Anfang des 18. Jahrhunderts stand er dann vor allem im Dienst des Hauses Rohan, vor allem des Kardinals Armand I. Gaston Maximilien de Rohan-Soubise, Fürstbischof von Straßburg.
Zu seinen Hauptwerken gehören:
- Das Hôtel de Rohan in Paris, 1704–1709
- Das Hôtel de Soubise (1704–1707, heute Musée de l’Histoire de France - Centre historique des Archives nationales), gemeinsam mit

Des Weiteren zeichnet er auch für das Hôtel Chanac de Pompadour verantwortlich.